# Pueblo saharaui
Los saharauis (en árabe: صحراويون‎ ṣaḥrāwīyūn; en lenguas bereberes: ⵉⵙⴻⵃⵔⴰⵡⵉⵢⴻⵏ Iseḥrawiyen; en árabe marroquí: صحراوة Ṣeḥrawa) son los habitantes autóctonos del Sahara Occidental. 
También se refiere al pueblo nómada del Sahara Occidental que, tras la ocupación ilegal de Marruecos en 1976, constituyó una república en el exilio, la República Árabe Saharaui Democrática (RASD), con la filiación y adhesión política al Frente Polisario.
El término "saharaui" proviene del árabe "الصحراوي"  (as-saḥrāwī), que significa en sentido amplio "originario del desierto", "del desierto" o "proveniente del desierto"; “Sahra” significa “desierto” en árabe y el sufijo “wi” (a veces latinizado en "oui") una filiación o filiación entre apellidos árabes.  

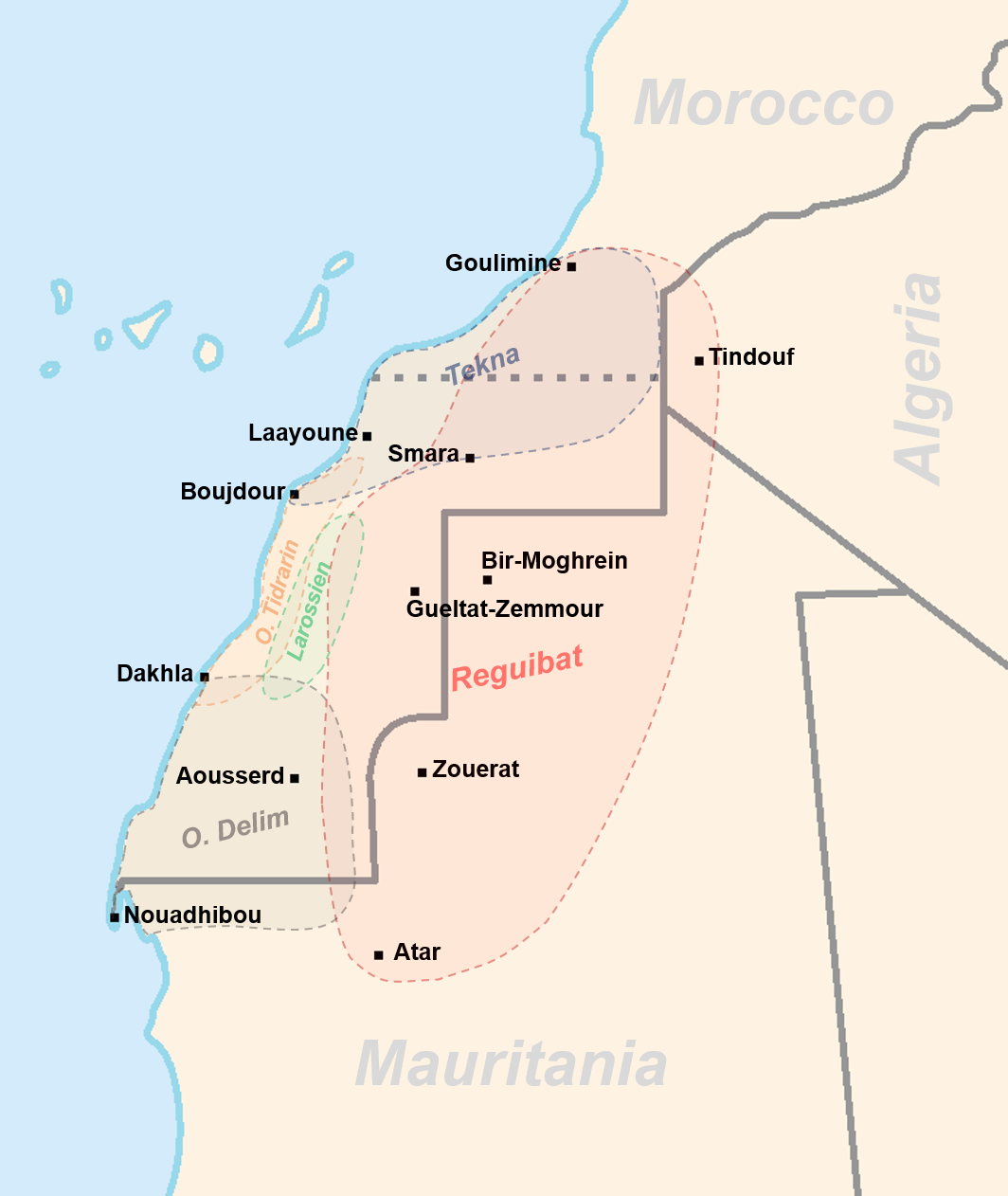
Mapa de las tribus del Sahara Occidental

## Tribus e idioma
Se les considera una mezcla de la tribu bereber Sanhaya y la beduina Beni Hassan. Los saharauis se han relacionado tradicionalmente mediante sus diferentes afiliaciones tribales y se han caracterizado por el nomadismo.   
Su idioma es la hasanía derivado del árabe clásico,  siendo frecuente el uso del castellano o del francés en función de su edad y lugar de residencia.  
En el norte del territorio, una minoría formada por miembros de las tribus tekna orientales son de habla bereber y hablan el dialecto chleuh. [cita requerida]

## Nacionalidad
Con la salida de España del Sahara español los saharauis tuvieron la opción de la nacionalidad española de acuerdo al RD 2258/1976 de 10 de agosto de 1976. Quienes no se acogieron a éste perdieron el derecho a la nacionalidad. Por otra parte, los residentes en Sahara Occidental recibieron la nacionalidad marroquí. Los residentes de Campos de Refugiados no tienen nacionalidad argelina, ya que Argelia les considera nacionales de la RASD que, a su vez, goza de un limitado reconocimiento internacional, y España les considera apátridas.

## Historia

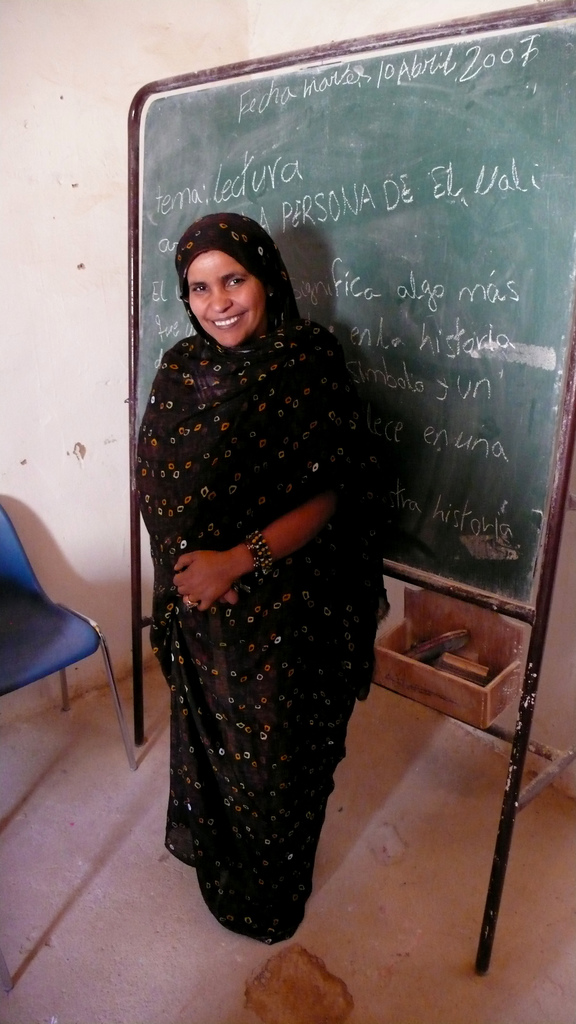
Mujer saharaui enseñando español.

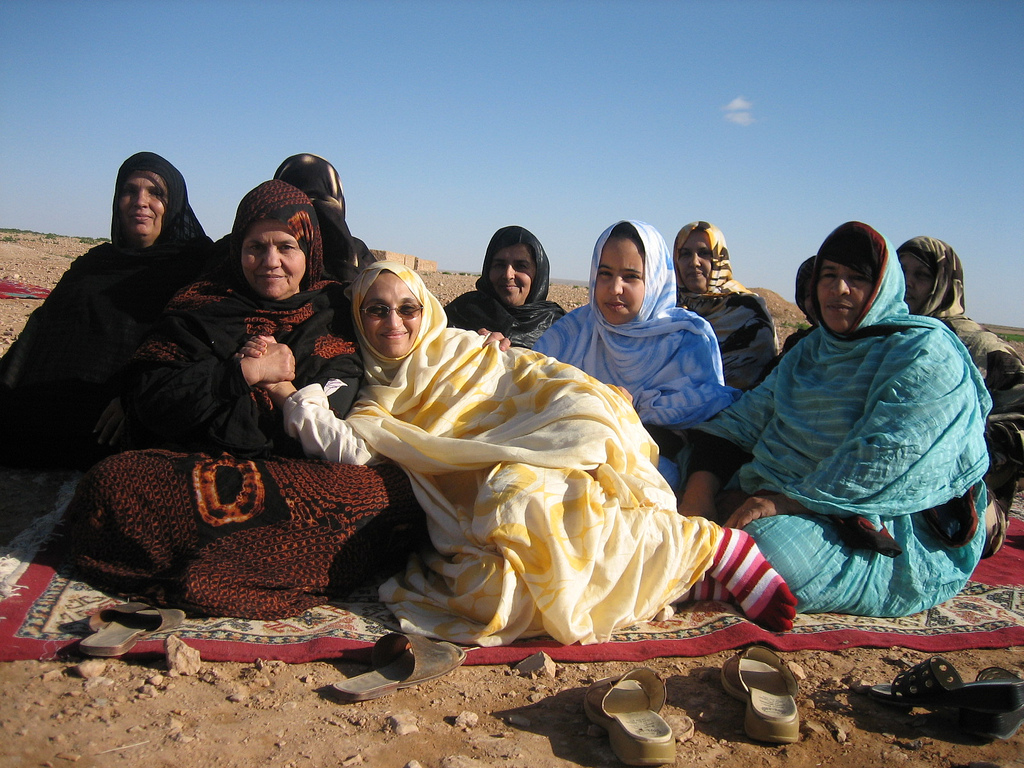
Mujeres saharauis.

En época del Sahara español los saharauis fueron censados, obtuvieron el DNI español así como libros de familia. Los censos de esta época fueron la base para el censo de 1974 por imposición de la ONU. Éste es, según los saharauis, el que debiera servir para la autodeterminación del Sahara Occidental. Esta es la principal reivindicación del Frente Polisario, que el 27 de febrero de 1975 proclamó la República Árabe Saharaui Democrática (RASD). Tras la marcha verde de noviembre de 1975 y los Acuerdos de Madrid, una parte significativa de los saharauis (alrededor de 173.000 personas) se adhirieron a la causa del Frente Polisario y se establecieron en los campos de refugiados de Tinduf, en la frontera de Argelia con el norte del Sahara Occidental, donde permanecen hasta ahora. En este periodo hubo también una importante emigración a países limítrofes y también a Europa, principalmente asentados en España y Francia. En 1976, durante la Guerra del Sahara Occidental, el ejército de Marruecos empleó napalm y fósforo blanco contra la población civil para, según algunas fuentes, «cometer genocidio».
La RASD afirma que los incentivos para que la población de origen marroquí se asiente en el Sahara Occidental tienen como fin que los saharauis sean considerados minoría y que la administración marroquí discrimina a los saharauis. Las manifestaciones de los saharauis son duramente reprimidas y los participantes encarcelados y torturados, según la Asociación de Familiares de Desaparecidos y Presos Políticos Saharauis; como respuesta los saharauis siguen realizando manifestaciones y en ocasiones huelgas de hambre para reclamar la atención internacional. La prensa marroquí, dependiente del gobierno, considera siempre a los manifestantes como si fuesen miembros del Polisario.[cita requerida]
Existe también la opinión de que los saharauis en los campos de refugiados de Tinduf son rehenes de la RASD para la obtención de sus objetivos políticos y la obtención de financiación internacional en forma de ayuda humanitaria. Durante la guerra del Sahara Occidental parte de esta ayuda fue destinada a la compra de armamento. Los cinco campamentos de refugiados de Tinduf se mantienen deliberadamente desde hace treinta años en condiciones de precariedad, sin que se permita la emigración en busca de mejores condiciones de vida.
En la actualidad, los saharauis no tienen garantizados derechos como la asociación, reunión o movimiento expresión ni en la zona administrada por Marruecos ni en la zona administrada por la RASD.

## Diáspora saharaui

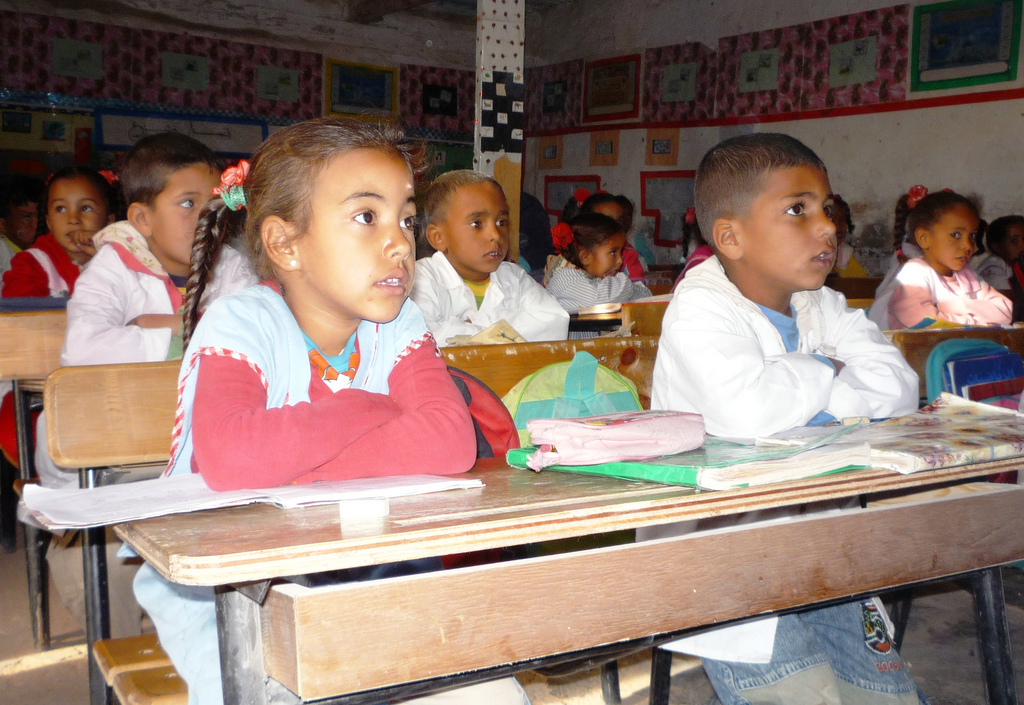
Niños saharauis en una escuela de los campos de refugiados en Argelia. Allí aprenden árabe y español.

Además de en el Sahara Occidental ocupado por Marruecos, regiones Villa Cisneros-Río de Oro y El Aaiún-Saguía el-Hamra, y en los campos de Tinduf, en la actualidad en unos 30.000 saharauis residen en la Zona Libre establecida tras el alto al fuego de 1991.
Aproximadamente 175.000 saharauis residen en las cinco poblaciones de Campos de Refugiados de Tinduf. Allí se encuentra el gobierno en el exilio de la República Árabe Saharaui Democrática. Su principal medio de vida es la ayuda internacional humanitaria, bajo sospechas de fraude en su empleo por parte de Frente Polisario.

## Religión
Al igual que otros grupos beduinos saharauis y hasaníes, los saharauis son en su mayoría musulmanes de la rama suní y fiqh malikí. Las costumbres religiosas locales (Urf) están, al igual que otros grupos saharauis, muy influidas por las prácticas bereberes y africanas preislámicas, y difieren sustancialmente de las prácticas urbanas. Por ejemplo, el islam saharaui ha funcionado tradicionalmente sin mezquitas, como adaptación a la vida nómada.